# Бой за Сосновец
Сражение за Сосновец (польск. Bitwa w Sosnowcu) — сражение между польскими повстанцами и русскими войсками, произошедшее 25 января (6 февраля) — 26 января (7 февраля) 1863 года на железнодорожном вокзале в Сосновце в ходе Январского восстания.

## Предыстория
Во времена польского восстания Сосновец играл очень важную стратегическую роль, находясь на границе Российской и Австрийской империй. С начала мятежа в районе Сосновца действовало незначительное повстанческое соединение (около 150 человек) под командованием Аполинария Куровского. Однако из-за неверия в возможность нападения повстанцев на железнодорожную станцию и местечко там было оставлен гарнизон всего в 100 солдат и работников станции. Узнав об этом, Куровский, находящийся с отрядом в окрестностях Ойцува, решил выдвинуться и занять станцию и местечко.

## Бой
В ночь на 5 февраля повстанцы прибыли в Олькуш, где к ним присоединилось около 100 человек, увеличив их общую численность до 250 мятежников. Утром 6 февраля повстанцы перебили незначительную русскую охрану и угнали поезд на железнодорожной станции «Можки» в Славкуве. Около 21:00 они покинули местечко и направились в Сосновец через промышленный центр Домброва-Гурнича.
Около 2 часов ночи поезд прибыл на станцию «Шиеличи», повтанцы пешком направились в Сосновец. Спустя 10 минут мятежники начали внезапную атаку на патрулирующих вокзал русских солдат, завязав с ними перестрелку. Ожесточенный бой за станцию длился около часа, наиболее интенсивно шёл у пункта таможенного пропуска, однако не ожидавшие нападения мятежников регулярные войска после первых потерь начали беспорядочно разбегаться в направлении австрийской границы, обеспечив победу мятежникам, которые после станции и вокзала без боя заняли все местечко.

## Последствия
Потери восставших в ходе боя оцениваются в 3 убитых и 17 раненых. Русский охранный гарнизон потерял 30 человек убитыми или ранеными и ещё более 40 человек бежавшими с поля боя. Повстанцами было захвачено 40 лошадей, более 100 единиц огнестрельного оружия и 97.000 рублей, которые немедленно были переданы Национальному правительству. С административных зданий были сорваны российские флаги и водружены польские. Повстанцы контролировали Сосновец ещё в течение 15 дней, до 10 (22) февраля 1863 года.